# Mniobryum calcareum
Mniobryum calcareum là một loài rêu trong họ Bryaceae. Loài này được Warnst. Limpr. mô tả khoa học đầu tiên năm 1901.